# 120 Days
I 120 Days sono stati un gruppo musicale rock norvegese attivo dal 2001 al 2012.

## Formazione
- Ådne Meisfjord - voce, chitarra
- Kjetil Ovesen - tastiere
- Jonas Hestvik Dahl - basso
- Arne Kvalvik - batteria

## Discografia
Album
- 2006 - 120 Days
- 2011 - 120 Days II

EP
- 2003 - The Beautiful People
- 2004 - Sedated Times